# Erklärung EU-Türkei vom 18. März 2016

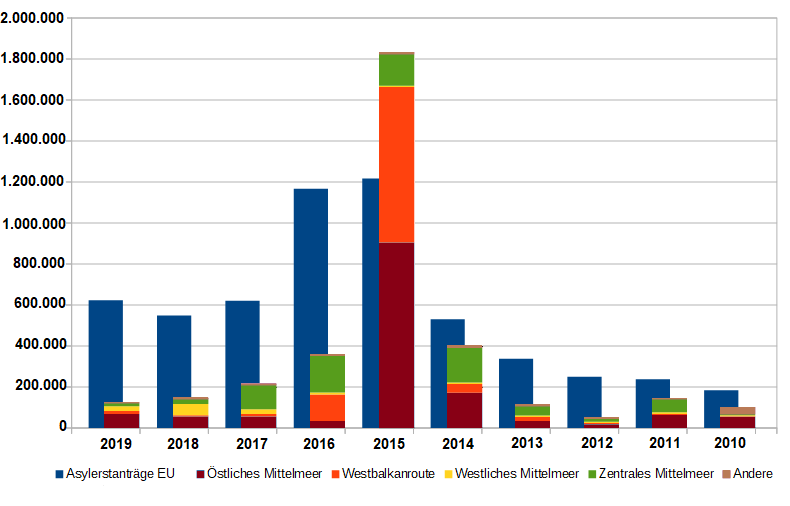
Umfang der Migrationsströme 2010–2019 in die EU über Mittelmeerrouten, die Westbalkanroute sowie andere Routen im Verhältnis zu der Zahl der Asylerstanträge in Europa. Der Rückgang auf der östlichen Mittelmeerroute ging mit den stärkeren Kontrollen auf der Balkanroute und dem EU-Türkei-Abkommen vom 18. März 2016 einher.

Als Erklärung EU-Türkei, auch EU-Türkei-Abkommen, Flüchtlingsdeal oder Flüchtlingspakt, wird die Vereinbarung zwischen der Republik Türkei und der Europäischen Union (EU) vom 18. März 2016 bezeichnet, die abgeschlossen wurde, um eine Unterbindung oder zumindest eine Reduzierung der Fluchtbewegung über die Türkei in die EU zu erreichen, in deren Folge die Flüchtlingskrise in Europa von 2015 ausgelöst wurde. Nach Ansicht des Europäischen Rates entfaltet die Erklärung EU-Türkei weder rechtliche Bindungswirkungen noch stellt sie eine Übereinkunft oder einen Vertrag dar.

## Vorgeschichte
Seit Oktober 2014 war zwischen der EU und der Türkei das Rückübernahmeabkommen vom 7. Mai 2014 für türkische Staatsbürger in Kraft. Die Anwendung auf Drittstaatsangehörige sollte ab Oktober 2017 erfolgen. Das griechisch-türkische Rückübernahmeabkommen sollte davon unberührt bleiben. Aufgrund steigender Flüchtlingszahlen wurden im EU-Türkei-Aktionsplan vom 29. September 2015 die Maßnahmen zu Eindämmung der „illegalen Migration“ intensiviert und die Rücknahme von Drittstaatsangehörigen sollte auf Juni 2016 vorgezogen werden.

### Republik Türkei
Die Anzahl der syrischen Geflüchteten, die als Folge des Bürgerkriegs in Syrien in die Türkei gekommen waren, stieg von etwa 100.000 im Oktober 2012 auf etwa 1,4 Millionen im August 2014.
Mitte November 2015 befanden sich nach Angaben der Türkei über zwei Millionen Geflüchtete im Land. Mehr als 600.000 Geflüchtete hatten 2015 die Türkei in Richtung Europa verlassen. Der Migrationsforscher Murat Erdogan ist sich deshalb sicher, dass „viele Flüchtlinge, die statistisch weiterhin in der Türkei auftauchen, längst in Europa sind.“
Ein bilaterales Rückführungsabkommen zwischen Griechenland und der Türkei besteht seit 2002, wurde aber von der Türkei nicht eingehalten; von über 9000 Rücknahmegesuchen im Jahr 2014 erfüllte die Türkei nur sechs.
Im Februar 2020 hielten sich über 3,6 Millionen registrierte Flüchtlinge des syrischen Bürgerkriegs in der Türkei auf (Stand: 5. März 2020).

### Europäische Union
Unter dem Druck sehr hoher Zahlen von Geflüchteten, die sich 2015, aus der Türkei kommend über Griechenland Zugang nach Westeuropa verschafften – ohne sich auf eine funktionierende, einheitliche Asylpolitik der Europäischen Union stützen zu können – sahen sich Staats- und Regierungschefs der EU zum Handeln gezwungen.
Zunächst sei einem Pressebericht des Standards zufolge zur Unterstützung der Türkei ein Vorschlag im Herbst 2015 von EU-Kommissar Frans Timmermans und EU-Ratspräsident Donald Tusk ausgearbeitet worden, der Visaerleichterungen und eine Vertiefung der Europäischen Zollunion beinhaltete. Die EU-Vertreter hätten bereits mit der Türkei verhandelt, während gleichzeitig Abgesandte der deutschen Kanzlerin Angela Merkel, unter Zugzwang durch den hohen Migrationsdruck, bereits seit Weihnachten 2015 eigene Verhandlungen führten, ohne dass das EU-Personal davon wusste. Nur durch Zufall seien die Bemühungen des Kabinetts Merkel III demnach den übrigen EU-Verhandlern bekannt geworden. Die Merkel-Lösung beinhaltete wesentlich größere finanzielle Zuwendungen an die Türkei als der Timmermann-Tusk-Ansatz und sah die beschleunigte Eröffnung von neuen Kapiteln der EU-Beitrittsverhandlungen mit der Türkei vor, obwohl die Beteiligten wussten, dass ein derartiges Vorgehen nicht realistisch von den übrigen EU-Staaten mitgetragen würde. Der Text wurde von Merkel und dem niederländischen Regierungschef Mark Rutte ausformuliert.
In Ermangelung einer Alternative griff man bei der Frage nach dem Umgang mit den Flüchtlingen auf eine Idee von Gerald Knaus und seiner Europäischen Stabilitätsinitiative zurück, die sich auf die Theorie stützte, dass es im eigenen Interesse der türkischen Regierung wäre, gemäßigten Regierungen in Europa aktiv bei der Bewältigung der Krise zu helfen, um so zu verhindern, dass potentiell Türkei-feindliche Kräfte im Zuge der Flüchtlingskrise in Europa an Einfluss gewinnen würden. Knaus schickte den Plan im Herbst 2015 den relevanten Stellen zu und taufte ihn nach der deutschen Bundeskanzlerin den „Merkel-Plan“.
Um die türkische Regierung zu mehr Zusammenarbeit bei der Sicherung der EU-Außengrenzen zu bewegen, stellte Bundeskanzlerin Merkel Mitte Oktober 2015 bei ihrem Besuch in Istanbul Reiseerleichterungen für türkische Bürger, mehr Geld für Flüchtlingslager und eine neue Dynamik in den Beitrittsverhandlungen der Türkei mit der Europäischen Union in Aussicht. Insbesondere erwartete die Türkei von der EU ab Juli 2016 mit dem Inkrafttreten eines Abkommens auch die Anwendung des Schengener Abkommens, also Reisefreiheit für türkische Staatsbürger in der EU.
Am 25. Oktober 2015 wurde auf einem Sondergipfel von Staats- und Regierungschefs der EU und anderer betroffener Staaten ein 17-Punkte-Plan mit „Sofortmaßnahmen zur Reduzierung der Flüchtlingszahlen auf der Balkanroute“ beschlossen.

### Aktionsplan vom November 2015
Am 30. November 2015 einigten sich Vertreter der Europäischen Union und der Türkei auf einen Aktionsplan zur Begrenzung der Zuwanderung über die Türkei.
Die vereinbarten Maßnahmen sollten die vormals zahlenmäßig hohe Zuwanderung von Asylbewerbern aus verschiedenen Herkunftsstaaten durch die Türkei nach Europa verringern. Damit diese in der Türkei besser versorgt werden und sich nicht auf den Weg nach Europa machen, sagte die EU die Zahlung von bis zu 3 Milliarden Euro zu. Das Geld sollte nach dem Willen der EU in konkrete Projekte wie den Bau von Schulen fließen. Im Gegenzug wollte die Türkei den Grenzschutz und die Seenotrettung verbessern und stärker gegen illegale Schleuser vorgehen. Außerdem wurde vereinbart, dass ab Sommer 2016 das Rückübernahmeabkommen EU–Türkei vom 16. Dezember 2013 voll zur Anwendung kommen soll. Dieses sieht vor, dass Migranten aus Drittstaaten, die illegal in die EU eingereist sind, in die Türkei rücküberführt werden. Im Gegenzug wurde der Türkei eine rasche Aufhebung der Visumpflicht für türkische Staatsangehörige im Schengen-Raum zugesichert und ein Wiederaufleben der Beitrittsverhandlungen der Türkei mit der Europäischen Union in Aussicht gestellt. Beobachter des EU-Türkei-Gipfels verwiesen auf den nicht verpflichtenden Charakter der Vereinbarungen und äußerten Bedenken wegen der Annäherung der EU an die Türkei.
Die im gemeinsamen Aktionsplan vom 29. November 2015 getroffenen Vereinbarungen ließen sich zunächst nicht umsetzen, zum einen, weil Kabinett Renzi für die Leistung ihres Anteils an den drei Milliarden Euro eine Aufweichung des Stabilitäts- und Wachstumspakts forderte und zum anderen, weil Kabinett Davutoğlu III Ende Januar 2016 insgesamt fünf Milliarden Euro verlangte und eine Mitsprache bei der Vergabe der Mittel zu erzwingen versuchte.
Auf dem Brüsseler EU-Türkei-Gipfel am 7./8. März 2016 berieten Vertreter von EU und Türkei über die Umsetzung des Aktionsplans und erarbeiteten die Vorschläge, auf deren Basis schließlich das Erklärung EU-Türkei vom 18. März 2016 abgeschlossen wurde.
Im Frühjahr 2016 begann die Europäische Union (EU) mit der Auszahlung der im Aktionsplan vorgesehenen Hilfsgelder. So wurden zum Beispiel Hilfsgelder für folgende Projekte ausgezahlt oder vertraglich gebunden:
- Am 4. März 2016 wurde ein Vertrag über 40 Mio. Euro mit dem Welternährungsprogramm geschlossen, der die Unterstützung von 735.000 syrischen Flüchtlingen in der Türkei mit Nahrungsmittelrationen über ein System elektronischer Karten vorsieht. Über weitere Unterstützungen in Höhe von 50 Mio. Euro wird mit verschiedenen Partnern verhandelt. Die Mittel sollen kurzfristig für humanitäre Hilfe, Nahrungsmittel und andere Hilfsgüter sowie Maßnahmen in den Bereichen Gesundheit, Wasserversorgung, Abwasserentsorgung und Schutz eingesetzt werden.[25]
- Mit der UNICEF wurde am 4. März 2016 ein Vertrag über die Bereitstellung von 38 Mio. Euro abgeschlossen, um 110.000 syrischen Kindern in der Türkei bereits im laufenden Schuljahr den Schulbesuch zu ermöglichen.[25]

In der Erklärung EU-Türkei wurde schließlich eine beschleunigte Auszahlung der vorgesehenen drei Milliarden Euro und die Aufstockung der Hilfsgelder bis Ende 2018 um weitere drei Milliarden Euro vereinbart, und am 1. Juni 2016 trat das Rücknahmeabkommen EU–Türkei vom 16. Dezember 2013 im Rahmen der Vereinbarungen dieses EU-Türkei-Abkommens vollständig in Kraft.

## Vereinbarungen
Auf Basis des EU-Türkei-Gipfels am 7./8. März 2016 und der dort neu vorgebrachten erweiterten Vorschläge der Türkei stimmte der Europäische Rat am 18. März 2016 in Brüssel einstimmig für eine Erklärung EU-Türkei. Im Kern wurde folgendes vereinbart:
1. Alle neuen „irregulären Migranten“, die ab dem 20. März 2016 auf den griechischen Inseln ankommen und die kein Asyl beantragen oder deren Antrag als unbegründet oder unzulässig abgelehnt wird, werden auf Kosten der Europäischen Union in die Türkei zurückgebracht. Bei der Abschiebung sollen die Bestimmungen des Völkerrechts und des EU-Rechts uneingeschränkt eingehalten werden. Nach Registrierung der Migranten werden deren Asylanträge auf Einzelfallbasis bearbeitet; jegliche Art von Kollektivausweisung ist vertraglich ausgeschlossen.
2. Für jeden Syrer, der von den griechischen Inseln in die Türkei zurückgebracht wird, soll ein anderer syrischer Flüchtling aus der Türkei in die EU umgesiedelt werden (1:1-Neuansiedlungsregelung). Zur Neuansiedlung von international Schutzsuchenden hatten sich bereits am 20. Juli 2015 mehrere EU-Länder verpflichtet. Die daraus verbliebenen 18.000 Plätze sollen nun für Neuansiedlungen von Migranten aus der Türkei zur Verfügung gestellt werden. Weiterer Bedarf soll mit einer ähnlichen freiwilligen Vereinbarung für bis zu 54.000 zusätzlichen Personen gedeckt werden.
3. Die Türkei wird alle erforderlichen Maßnahmen ergreifen, um neue See- oder Landwege für die illegale Migration aus der Türkei in die EU zu verhindern.
4. Nachdem die unkontrollierten Grenzübertritte zwischen der Türkei und der EU verhindert oder erheblich reduziert wurden, wird eine freiwillige Aufnahme syrischer Flüchtlinge aus humanitären Gründen aktiviert.
5. Die Einhaltung des Zeitplans zur Visa-Liberalisierung wird im Hinblick auf die Aufhebung der Visumspflicht für türkische Bürger bis Ende Juni 2016 angestrebt.
6. Die EU wird in enger Zusammenarbeit mit der Türkei die Auszahlung der bereits im Aktionsplan vom 30. November 2015 im Rahmen der „Fazilität für Flüchtlinge in der Türkei“ zugewiesenen 3 Milliarden Euro beschleunigen. Mit den Fazilitätsmitteln sollen konkrete Projekte für Flüchtlinge, insbesondere Projekte in den Bereichen Gesundheit, Bildung, Infrastruktur, Lebensmittelversorgung und sonstige Lebenshaltungskosten finanziert werden. Sobald dieses Geld vollständig ausgegeben worden ist, werden weitere drei Milliarden Euro bis Ende 2018 fließen.
7. EU und Türkei begrüßen die laufenden Vorbereitungen zur Modernisierung der Zollunion.
8. Der Beitrittsprozess wird wiederbelebt, indem während der niederländischen Präsidentschaft des EU-Rats das Kapitel 33 (Finanzen- und Haushaltsbestimmungen) eröffnet wird. Die notwendigen vorbereitenden Arbeiten für die Eröffnung weiterer Kapitel sollen beschleunigt fortgesetzt werden.
9. EU und Türkei arbeiten zusammen, um die humanitären Bedingungen in Syrien zu verbessern, insbesondere in bestimmten Zonen nahe der türkischen Grenze, damit die ansässige Bevölkerung und die Flüchtlinge in sichereren Zonen leben können.

Die Regelung über die freiwillige Aufnahme von Asylsuchenden aus humanitären Gründen stützt sich auf die Fachkompetenz des UNHCR in Bezug auf die Förderung verschiedener Formen des internationalen Schutzes in den Staaten, die zur Aufnahme von Personen aus Drittstaaten bereit sind, in die diese vor Krieg und Verfolgung in ihren Herkunftsländern geflohen sind. Auf die Erfahrung und Fachkompetenz des Europäischen Unterstützungsbüros für Asylfragen (EASO) und der Internationalen Organisation für Migration (IOM) soll dabei ebenfalls zurückgegriffen werden. Das UNHCR ist nach eigenen Angaben jedoch kein Vertragspartner im EU-Türkei-Abkommen und will sich insbesondere nicht an den Abschiebungen von Flüchtlingen in die Türkei beteiligen.
Der Niederländer Maarten Verwey wurde zum Koordinator für die Umsetzung des EU-Türkei-Abkommens ernannt. Für ihn, sein Personal und den Einsatz der Grenzschutzagentur Frontex in Griechenland sind rund 4000 Mitarbeiter eingeplant. Die Kosten aus dem Abkommen werden auf 280 bis 300 Millionen Euro geschätzt.

## Umsetzungsversuche
Der 4. April 2016 war als Stichtag für den Start der Abschiebungen von Migranten, die ab dem 20. März 2016 von der Türkei nach Griechenland gelangt waren, aber auch als Starttermin für die Umsiedlungen von syrischen Bürgerkriegsflüchtlingen aus der Türkei in aufnahmebereite EU-Mitgliedsländer festgelegt worden. Bis Mai 2016 hatten sich nur fünf EU-Staaten dazu bereit erklärt, syrische Flüchtlinge aufzunehmen.
Entsprechend einer Pressemitteilung der EU-Kommission kam es in den drei Wochen nach dem Inkrafttreten des Abkommens zu einer wesentlichen Verringerung der Zahl der irregulär nach Griechenland eingewanderten Asylbewerber. Während in den drei Wochen vor Anwendung des Abkommens noch die Ankunft von 26.878 Personen auf den der türkischen Küste vorgelagerten Inseln registriert wurde, sank die Zahl in den drei Wochen danach auf nur noch 5874. Insgesamt hielten sich Mitte Mai etwa 8000 Flüchtlinge auf den Ägäischen Inseln auf; ein Drittel davon waren Syrer. Die EU-Kommission verkündete, dass die durchschnittliche Zahl der irregulären Grenzübertritte pro Tag seit dem 1. Mai auf 47 gesunken sei, während in den drei Wochen vor Inkrafttreten des Abkommens noch täglich ca. 1740 Migranten über die Ägäis auf die griechischen Inseln gelangt wären.
Das Rückübernahmeabkommen EU-Türkei vom 16. Dezember 2013, das nach Abschluss der Erklärung EU-Türkei vom 18. März 2016 am 1. Juni 2016 in vollem Umfang in Kraft trat, ist in Gefahr, weil die Türkei sich weigert, ihre Anti-Terror-Gesetze zu ändern. Eine Änderung entsprechend den Forderungen der EU ist aber Voraussetzung für die Einführung der Visa-Freiheit mit der Türkei. Wenn diese nicht kommen sollte, will die Türkei auch keine Flüchtlinge mehr von Griechenland zurücknehmen.
Obwohl das Rückübernahmeabkommen zwischen der EU und der Türkei schon in Kraft trat, steht die endgültige „Entscheidung über die tatsächliche Anwendung des Abkommens“ noch aus. Spitzenbeamte der EU und der Türkei arbeiten nun daran einen Kompromiss zu finden, um das Abkommen zu retten.
Am 27. Juni 2017 meldeten die Medien, dass die EU-Staaten fünfmal so viele Migranten aus der Türkei aufnehmen wie vereinbart, also kein Austauschverhältnis von 1:1, sondern von 1:5 praktiziert wird.

### Neuansiedlung syrischer Bürgerkriegsflüchtlinge
Bereits in der EU-Neuansiedlungsregelung vom 20. Juli 2015 hatten die Mitgliedsländer der EU und die assoziierten Dublin-Staaten Vereinbarungen über die Neuansiedlung von schutzbedürftigen Vertriebenen getroffen. Es war vorgesehen, 22.504 Menschen aus Ländern außerhalb der EU, unter anderem aus Lagern nahe der syrischen Grenze, in EU-Staaten umzusiedeln. Etwa 18.000 dieser Plätze standen unmittelbar vor Abschluss der Erklärung EU-Türkei noch zur Verfügung und werden nun vereinbarungsgemäß für die Umsiedlung von syrischen Flüchtlingen aus der Türkei in die EU genutzt; nur ein Teil der Plätze wird noch für Neuansiedlungen aus Jordanien und Libanon benötigt.
Mit Stand vom 15. Juni 2016 wurden lt. Zweitem Bericht der EU-Kommission über die Fortschritte bei der Umsetzung der Erklärung EU-Türkei insgesamt 511 Syrer im Rahmen der im Rahmen der 1:1-Neuansiedlungsregelung der Erklärung EU-Türkei vom 18. März 2016 aus der Türkei in der EU neu angesiedelt – erheblich mehr Personen, als aus Griechenland in die Türkei rückgeführt wurden. Die Türkei nutzt die 1:1-Neuansiedlungsregelung bisher vor allem dazu, kranke und traumatisierte Flüchtlinge nach Europa zu schicken. Akademiker dagegen dürfen das Land nicht verlassen. Nach Informationen der EU-Staaten und der mit der EU assoziierten Länder vom 7. November 2016 wurden seit dem 4. April 2016 insgesamt 2217 Personen im Rahmen der 1:1-Neuansiedlungsregelung der Erklärung EU-Türkei nach Europa umgesiedelt, 1825 von ihnen entsprechend der EU-Neuansiedlungsregelung vom 20. Juli 2015.
Der Guardian verwies im September 2016 sowohl auf die fehlende Umsetzung der Umsiedlung innerhalb Europas als auch auf Schwächen bei der Umsetzung des Abkommens mit der Türkei. Einer der geistigen Väter des Flüchtlingsabkommens, Gerald Knaus, wies in diesem Zusammenhang darauf hin, dass Griechenland zur dauerhaften Verwahrungsstelle für zehntausende Asylbewerber werden könnte.
Der Änderungsvorschlag der EU-Kommission vom 21. März 2016 sieht vor, weitere 54.000 Plätze für die Umsiedlung von syrischen Flüchtlingen aus der Türkei in die EU oder andere Formen der legalen Aufnahme in die EU verfügbar zu machen. Die Umsetzung des Änderungsvorschlages der EU-Kommission vom 21. März 2016 wurde vom Rat der Europäischen Union am 29. September 2016 beschlossen.
Mit Stand vom 9. November 2016 sind lt. Siebtem Fortschrittsbericht der EU-Kommission über die Umverteilung und Neuansiedlung bisher insgesamt 11.852 Personen in 21 Staaten der Europäischen Union (Belgien, Dänemark, Deutschland, Estland, Finnland, Frankreich, Island, Irland, Italien, Lettland, Liechtenstein, Litauen, Niederlande, Norwegen, Österreich, Portugal, Schweden, Schweiz, Spanien, Tschechische Republik und Vereinigtes Königreich) im Rahmen der EU-Neuansiedlungsregelung vom 20. Juli 2015 neu angesiedelt worden; darin eingeschlossen die nach der 1:1-Neuansiedlungsregelung der Erklärung EU-Türkei umgesiedelten Personen. Schweden, das Vereinigte Königreich und Finnland sowie die mit der EU assoziierten Staaten Schweiz, Liechtenstein und Island haben ihre Zusagen bereits vollständig erfüllt.
Seit April 2016 wurden im Rahmen der Erklärung EU-Türkei fast 25.000 syrische Flüchtlinge in der EU neuangesiedelt.

### Abschiebung von Migranten aus Griechenland in die Türkei
Grundlage für die Rückführung von irregulär nach Griechenland eingereisten Migranten war zunächst ein bilaterales Rückführungsabkommen zwischen Griechenland und der Türkei, das bereits 15 Jahre zuvor abgeschlossen worden war, aber kaum Anwendung fand. Im Vorfeld der Verhandlungen zur Erklärung EU-Türkei vom 18. März 2016 trafen sich der griechische Regierungschef Alexis Tsipras und der türkische Ministerpräsident Ahmet Davutoğlu in der türkischen Hafenstadt Izmir und erneuerten das Abkommen. Das Griechisch-Türkische Rückführungsabkommen wurde durch das Rückübernahmeabkommen EU–Türkei vom 16. Dezember 2013 ersetzt, das am 1. Juni 2016 vollständig in Kraft trat.
Über die Anlaufphase der Rückführung von Migranten aus Griechenland berichtete die EU-Kommission am 20. April 2016: „Die Rückführung irregulärer Migranten ist am 4. April angelaufen. Insgesamt wurden 325 Personen, die nach dem Stichtag: 20. März 2016 illegal eingereist sind und keinen Antrag auf Asyl gestellt haben, von Griechenland in die Türkei rückgeführt: 240 Pakistaner, 42 Afghanen, 10 Iraner, 7 Inder, 5 Bangladescher, 5 Iraker, 5 Kongolesen, 4 Sri-Lanker, 2 Syrer, 1 Somalier, 1 Ivorer, 1 Marokkaner, 1 Ägypter und 1 Palästinenser; die Gesamtzahl der im Rahmen des bilateralen Rückübernahmeabkommens zwischen Griechenland und der Türkei rückgeführten Migranten beläuft sich auf 1292, wobei die meisten Rückführungsaktionen im März stattfanden.“
Die Anfang April 2016 von den Inseln Lesbos und Chios in die Türkei abgeschobenen Pakistaner, Afghanen und Algerier wurden fast alle in einem Abschiebezentrum in Kirklareli an der türkisch-bulgarischen Grenze interniert. Journalisten, Hilfsorganisationen oder Anwälte dürfen das Abschiebezentrum nicht betreten. Die Abgeordnete des Europaparlaments Cornelia Ernst, die das Internierungslager Anfang Mai besuchte, fand dort „schockierende Zustände“ vor.
Am 20. Mai 2016 wurde berichtet, dass bis zu diesem Zeitpunkt 100 von 174 Syrer, deren Asylanträge in erster Instanz geprüft wurden, in Griechenland bleiben durften. Die geringe Ablehnungsquote von Asylanträgen syrischer Flüchtlinge ist u. a. darin begründet, dass die griechischen Gerichte die Türkei nicht als sicheres Drittland ansehen, in dem die Anwendung des Abkommens über die Rechtsstellung der Flüchtlinge und der Konvention zum Schutze der Menschenrechte und Grundfreiheiten gewährleistet ist. Die EU-Kommission geht nach Aussage der Zeitung Der Spiegel inzwischen davon aus, dass die griechischen Berufungsrichter in zweiter Instanz jede dritte Abschiebung stoppen könnten. Das Abkommen wäre mit diesen Entscheidungen in einem wichtigen Punkt, gescheitert, da Personen, die mit Hilfe von Schleppern aus der Türkei in die Europäische Union gekommen sind, nun doch ein Bleiberecht erzwingen können.
Am 1. Juni 2016 traten Bestimmungen des Rückübernahmeabkommens EU–Türkei vom 16. Dezember 2013 in Kraft, die es ermöglichen, Drittstaatsangehörige, die illegal aus der Türkei in die EU eingereist sind, einfacher abzuschieben. Die Bestimmungen des Abkommens bezüglich der Rückübernahme von Staatsangehörigen beider Seiten, von Staatenlosen und der von Angehörigen von Drittstaaten, mit denen die Türkei bilaterale Rückübernahmeabkommen geschlossen hat, traten bereits zum 1. Oktober 2014 in Kraft. Die vollständige Umsetzung des Rückübernahmeabkommens ist eine der Bedingungen für die Visaliberalisierung.
Mit Stand vom 15. Juni 2016 sind seit dem Stichtag: 20. März 2016 entsprechend einer Pressemitteilung der EU-Kommission 462 irreguläre Migranten, die keinen Antrag auf Asyl gestellt haben, darunter 31 Syrer, „im Einklang mit dem EU- und dem Völkerrecht und unter uneingeschränkter Achtung des Grundsatzes der Nichtzurückweisung von der Türkei nach Griechenland rückgeführt worden“. Die griechische Regierung plante, zunächst mehr als die Hälfte der auf den griechischen Inseln internierten 8400 Migranten in die Türkei zurückzuschicken. Da diese Migranten jedoch Asylanträge stellten, musste der Abschiebung jeweils eine Einzelfallprüfung vorausgehen. Außerdem können die Antragsteller Einspruch gegen eine Ablehnung ihres Antrages erheben. Bezugnehmend auf die geplante zeitnahe Abschiebung von ca. 4000 Migranten äußerte der Migrationsminister Ioannis Mouzalas: „Es wäre ein Versagen, wenn innerhalb der nächsten anderthalb Monate diejenigen, die die Inseln verlassen müssen, das nicht tun“. Am Tag vor den Äußerungen des Ministers hatte das griechische Parlament zwei der Entscheider über angefochtene Asyl- und Rückführungsbeschlüsse ausgetauscht. Bisher hatten ein griechischer Beamter, ein Vertreter des UN-Flüchtlingshilfswerks UNHCR und ein Vertreter des griechischen Menschenrechtskomitees in zweiter Instanz über Einsprüche gegen Asylbescheide entschieden. Die neuen Mitglieder des Gremiums sind Richter.
Das Schlüsselelement des Abkommens, die illegal nach Griechenland eingereisten Syrer auch gegen ihren Willen in die Türkei abzuschieben, funktionierte nach Pressemeldungen vom September 2016 noch immer nicht. Von 15.000 Personen, die aus der Türkei seit Beginn des Abkommens übergesetzt hatten, wurden bis dahin nur 580 zurückgebracht. Andeutungen der griechischen Regierung vom September, Flüchtlinge von den Inseln der Ägäis wegen Überbelegung aufs Festland transportieren zu wollen, wurden von Gerald Knaus, einem der Architekten des Abkommens, als falsches Signal eingestuft. Schlepper könnten nun Fluchtwillige damit locken, dass sie es letztlich doch aufs europäische Festland schaffen werden.
Das UNHCR zählte vom April 2016 bis zum 31. Dezember 2017 genau 1484 Rückführungen aus Griechenland in die Türkei. Nach der Abschiebung von 578 Personen zu Beginn des Inkrafttretens brachen die Zahlen ein. So wurde 2017 die höchste Zahl an Abschiebungen im April mit 150 und die niedrigste im Dezember mit 15 Personen erreicht.
Bis 16. Oktober 2019 führte Griechenland lediglich 1908 Migranten in die Türkei zurück – 2019 nur rund 100. Grund dafür sind u. a. zu lange andauernde Asylverfahren.

### Beschleunigte Auszahlung der Mittel für Flüchtlinge in der Türkei
In der Erklärung EU-Türkei vom 18. März 2016 war vereinbart worden, die Auszahlung der zunächst vorgesehenen 3 Mrd. Euro im Rahmen der „Fazilität für Flüchtlinge in der Türkei“ (Vereinbarungen s. Pkt. 6) zu beschleunigen. Neben der 1 Mrd. EUR aus dem EU-Haushalt hatten die EU-Mitgliedstaaten 2 Mrd. EUR für den Zeitraum 2016–2017 zugesagt.
Die Europäische Kommission bewilligte im Sommer 2016 zwei Direktzuschüsse in Höhe von 600 Mio. EUR in den Bereichen Bildung und Gesundheit und bei der Vergabe humanitärer Hilfsprojekte im Wert von 422 Mio. EUR. Knapp eine halbe Million syrische Kinder soll durch die in den Bereich Bildung investierten Mittel Zugang zur Schulbildung erhalten. Durch die für den Bereich Gesundheit bereitgestellten Gelder sollen 500 Versorgungszentren finanziert werden, die rund zwei Millionen Menschen Zugang zur medizinischen Grundversorgung sowie bis zu einer Million Menschen Zugang zu rehabilitativer psychologischer Behandlung ermöglichen sollen. Zudem werden Dienste in den Bereichen Familienplanung, Schutz vor übertragbaren Krankheiten, Einstellung und Schulung von medizinischem Personal sowie Sensibilisierungsmaßnahmen bereitgestellt.
Am 8. September 2016 machte die EU bekannt, dass sie im Rahmen der „Fazilität für Flüchtlinge in der Türkei“ eine Finanzierung in Höhe von 348 Mio. EUR für das Programm „Soziales Sicherheitsnetz für Notfälle“ (European Social Safety Net – ESSN) zur Verfügung stellt. Das ESSN soll ab Oktober 2016 ungefähr einer Million Flüchtlingen einen festen, am individuellen Bedarf orientierten Geldbetrag auf eine persönliche „Geldkarte“ übertragen, womit sie Essen und Wohnraum bezahlen können.
Bis 4. Oktober 2016 wurden für humanitäre Hilfe vor Ort 467 Mio. EUR ausgezahlt und 1252 Mio. EUR für 34 Projekte vertraglich gebunden. Der bereitgestellte Gesamtbetrag der Flüchtlingsfazilität belief sich Mitte Oktober 2016 auf über 2,2 Mrd. Euro.
2019 forderten Vertreter der Türkei, die europäische Unterstützung für die Flüchtlinge im Land über eigene Organisationen und nicht mehr über Nichtregierungsorganisationen (NGOs) laufen zu lassen, da diese bis zu 13 Prozent der EU-Hilfsgelder für Verwaltungskosten einbehalten. Die EU-Kommission wollte aber die Vergabe der Gelder weiterhin selbst vornehmen. Türkischen Vertreter verlangten daraufhin, zumindest nur noch solche Organisationen mit der Verteilung der Finanzmittel zu beauftragen, die nicht mehr als 4 Prozent einbehalten.
Im Rahmen der „Fazilität für Flüchtlinge in der Türkei“ wurden von der EU Finanzmittel im Umfang von 6 Mrd. EUR für die grundlegende Unterstützung von Bedürftigen bereitgestellt. Die Ausschüttung sollte in zwei Tranchen im Umfang von jeweils 3 Mrd. Euro erfolgen. Nach einem Statement des türkischen Außenministers Mevlüt Çavuşoğlu im Januar 2020, seien Ende 2016 die ersten 3 Mrd. Euro zu zahlen gewesen, Ende 2018 der Rest. „Jetzt haben wir 2020, und wir haben noch immer nicht die ersten 3 Mrd. Euro vollständig erhalten.“ resümierte Mevlüt Cavusoglu. Richtig ist, dass noch nicht alle im Rahmen der „Flüchtlingsfazilität“ vereinbarten Gelder ausgezahlt wurden. Die vom türkischen Außenminister genannten Fristen wurden so aber auch nicht dokumentiert.
Zurzeit laufen 90 Projekte, die mit EU-Mitteln finanziert werden, 30 weitere Projekte sollen 2020 anlaufen. Der Zugang zu Gesundheitsversorgung und Bildung der Flüchtlinge soll 2020 weiter unterstützt werden, ebenso die Entwicklung der Infrastruktur für die Abfall- und Wasserbewirtschaftung und die Arbeitsmarktintegration und Beschäftigung von Flüchtlingen. Viele Hilfsprojekte sollen bis 2024/25 weiterlaufen.
In Bezug auf den Vorwurf des türkischen Präsidenten Recep Tayyip Erdoğan gegenüber der EU, dass das zugesagte Geld zu langsam fließe, stellte ein Sprecher der EU am 2. März 2020 – einen Tag nach Bruch des Abkommens seitens der Türkei – klar, dass bislang von den zugesagten sechs Milliarden Euro 4,7 Milliarden vertraglich vergeben wurden und 3,2 Milliarden Euro bereits ausgezahlt worden seien.

### Erfüllung der Vorgaben des Fahrplans für die Visaliberalisierung
Dazu müssen von der Türkei 72 Bedingungen erfüllt werden, die fünf thematischen Gruppen zugeordnet wurden: Dokumentensicherheit; Migrationsmanagement; öffentliche Ordnung und Sicherheit; Grundrechte und Rückübernahme irregulärer Migranten. Die Bedingungen wurden bereits in dem 2013 mit der Türkei vereinbarten Fahrplan zur Einführung der Visumfreiheit mit der Türkei festgeschrieben. Die Türkei verpflichtet sich darin u. a. dazu:
- das von der EU-Kommissarin für Inneres Cecilia Malmström und dem türkischen Innenminister Muammer Güler in Ankara im Zusammenhang mit der Eröffnung des Dialogs zur Visaliberalisierung unterzeichnete Rückübernahmeabkommen EU–Türkei vom 16. Dezember 2013[21] vollständig und wirksam umzusetzen.
- die Grenzen und die Visumpolitik so zu verwalten, dass irreguläre Migration verhindert wird,
- zu gewährleisten, dass Einreisende in den Schengen-Raum über sichere Reisedokumente verfügen,
- ein Migrations- und Asylsystem einzurichten, das internationalen Standards entspricht,
- über funktionierende Strukturen zur Bekämpfung des organisierten Verbrechens mit Schwerpunkt auf Schleusung von Migranten und Menschenhandel zu verfügen,
- eine geeignete Form der polizeilichen und justiziellen Zusammenarbeit mit den EU-Mitgliedsstaaten und der internationalen Gemeinschaft einzurichten sowie
- die Grundrechte sowohl der In- als auch der Ausländer, insbesondere von Minderheiten und gefährdeter Gruppen, zu wahren.

Erfüllt die Türkei die gestellten Bedingungen, kann die EU–Kommission dem Europäischen Parlament und dem Rat eine Änderung der Verordnung (EG) Nr. 539/2001 (EU-Visum-Verordnung), nunmehr Verordnung (EU) 2018/1806 (EU-Visum-Verordnung), vorschlagen, wonach türkische Staatsbürger berechtigt wären, ohne Visum für Kurzaufenthalte (also 90 Tage in einem Zeitraum von 180 Tagen) in den Schengen-Raum zu reisen.
Per 4. Mai 2016 wurden 67 Bedingungen des Fahrplans zur Einführung der Visumfreiheit mit der Türkei erfüllt. Nach wie vor lehnt Recep Tayyip Erdoğan jedoch die von der EU geforderte Änderung des in der Türkei geltenden Anti-Terror-Gesetzes als eine der zentralen Forderungen der EU entschieden ab. Die Türkei drohte Anfang November 2016 der Europäischen Union (EU) mit der Aufkündigung der Erklärung EU-Türkei vom 18. März 2016, wenn nicht noch vor Ende des Jahres den türkischen Bürgern die im Abkommen angestrebte Visafreiheit bei Reisen in der EU eingeräumt werde (s. Pkt. 5). In einem Interview, das der türkische Außenminister Mevlüt Çavuşoğlu der Neuen Zürcher Zeitung am 3. November 2016 gab, erklärte der Minister, dass die Türkei auf die Forderungen aus Brüssel reagiert habe und Lösungsvorschläge gemacht hätte, ihre Anti-Terror-Gesetzgebung aber nicht ändern könne. Zugeständnisse seien diesbezüglich nicht möglich. Wörtlich sagte der Minister der Zeitung: „Wir halten uns an die Abkommen mit der EU und erwarten, dass Europa dasselbe tut. Wenn das nicht geschieht, werden wir die Abkommen mit der EU auf diesem Gebiet aussetzen.“
Die Benchmarks in Bezug auf die Dokumentensicherheit wurde seit dem Bericht vom März 2019 durch die Türkei erfüllt. Bis auf sechs hat die Türkei damit fast alle von der EU zur Umsetzung der vereinbarten Visaliberalisierung umzusetzenden 72 Benchmarks erfüllt.

### Humanitäre Hilfe in Syrien
EU und Türkei arbeiten zusammen, „um den uneingeschränkten und ungehinderten humanitären Zugang in ganz Syrien zu fördern.“ Für lebensrettende Maßnahmen in Syrien hat die EU im Jahr 2016 einen Sockelbetrag von 140 Mio. EUR vorgesehen, annähernd die Hälfte dieser Mittel ist bereits vertraglich gebunden.

## Folgen
Nach dem Inkrafttreten des Abkommens kamen nach Zählung des Flüchtlingshilfswerks der Vereinten Nationen vom Mai 2016 wesentlich weniger Asylbewerber auf den griechischen Ostägäisinseln an als zuvor.
Die Zahl der Mitte März 2016 noch in Griechenland befindlichen, irregulär eingereisten Asylsuchenden wurde von der griechischen Regierung mit ca. 48.000 angegeben. Da das EU-Türkei-Abkommen nur Asylsuchende betraf, die nach dem 20. März 2016 in Griechenland eintrafen und die Route über den Balkan nach Nordeuropa versperrt war, blieb zunächst offen, wie die EU und insbesondere Griechenland mit den bereits vor diesem Stichtag im Land eingetroffenen Flüchtlingen im Weiteren verfahren würde. Am 1. April 2016 verabschiedete das griechische Parlament ein Gesetz zur Umsetzung der Erklärung EU-Türkei und stimmte damit für die Abschiebung von Flüchtlingen aus Griechenland in die Türkei.
Die griechischen Einspruchsstellen unterliefen nach einem Bericht vom Juni 2016 das Rückführungsabkommen mit der Türkei, indem sie der Einstufung der Türkei als sicheres Drittland durch die griechische Regierung nicht folgten und in 70 von 72 Fällen eine Rückführung von syrischen Asylbewerbern in die Türkei verweigerten. Diese Einspruchsstellen waren mit Richtern, aber auch mit Vertretern von Menschenrechtsorganisationen besetzt, sollten aber nach Vorstellung der EU durch eine reguläre Behörde ersetzt werden.
Die Zahl der Flüchtlinge, die griechisches Staatsgebiet aus der Türkei kommend erreichten, unterlag auch nach in Kraft treten des Abkommens noch erheblichen Schwankungen. So verdoppelte sich die Zahl der Ankünfte beispielsweise in der zweiten Septemberwoche 2016 auf über tausend Menschen und erreichte damit ein Vielfaches der 50 Personen pro Woche, die kurz nach Abschluss des Flüchtlingsabkommens ankamen. Beobachter sahen einen drastischen Preisverfall bei Schlepperleistungen, die Tatsache, dass fast niemand zurückgeschickt wird, und den Wunsch, dem Winterwetter zuvorzukommen, als mögliche Gründe an.
Nach Auffassung der EU-Kommission vom 1. Februar 2017 sollten die Kontrollen an bestimmten Binnengrenzen in Deutschland, Österreich, Schweden, Dänemark und Norwegen wegen bestehender Mängel beim Grenzmanagement jedoch weiter aufrechterhalten werden. Mit dieser Schutzmaßnahme wollte die Kommission den Schengenraum insgesamt bewahren. Zwar sei infolge der Erklärung EU-Türkei die Zahl der Neuankömmlinge in Griechenland drastisch zurückgegangen, jedoch würde an den Außengrenzen der Europäischen Union nach wie vor ein erheblicher Migrationsdruck bestehen und sich zahlreiche Migranten noch in Griechenland aufhalten.
Nach Abschluss der Erklärung EU-Türkei betraten zwischen März 2016 und Januar 2018 Angaben der EU-Kommission zufolge 62.190 Schutzsuchende, die aus der Türkei kamen griechische Inseln – 2017 allein 35.000. Von dort wurden 27.635 Personen auf das griechische Festland transportiert. In die Türkei zurückgeführt wurden 1600 Personen. Das Gemeinsame Analyse- und Strategiezentrum illegale Migration wertete die geringe Anzahl an Rückführungen in die Türkei und den Transfers auf das griechische Festland als Anreize für Geflüchtete aus der Türkei nach Griechenland weiter zuwandern.
Als im Frühjahr 2018 weitere drei Milliarden Euro an die Türkei ausgezahlt werden sollten, die die deutsche Kanzlerin bei der Aushandlung des Abkommens offenbar ohne vorherige Abstimmung mit den EU-Partnern der Türkei versprochen hatte, regte sich Protest in den EU-Gremien gegen die Idee von Deutschland und anderen, dieses Geld aus dem gemeinsamen EU-Haushalt zu entnehmen.
Unter dem Abkommen wurden Stand September 2020 aus der Türkei 26.866 Menschen in die EU umgesiedelt und 2.134 von Griechenland in die Türkei.

## Bewertung
Nach einem Frontex-Bericht vom Sommer 2016 war der Rückgang der Flüchtlingszahlen im Frühjahr 2016 vor allem auf diese Schließung der Balkanroute zurückzuführen und weniger auf das Abkommen mit der Türkei. Anfang 2017 folgerte Frontex dann, dass der Rückgang der Flüchtlingszahlen in Griechenland nun vor allem auf das Flüchtlingsabkommen mit der Türkei zurückzuführen sei und die Schließung der Balkanroute ebenfalls dazu beigetragen hätte.
Kritiker beklagen die Abhängigkeit, in die sich die Europäische Union und auch Deutschland, als eines der bevorzugten Zielländer von Migranten, mit Abschluss des Abkommens vom türkischen Präsidenten Recep Tayyip Erdoğan begeben habe. Dessen Herrschaft hatte nach dem Putschversuch in der Türkei vom 16. Juli 2016 zunehmend autokratische Züge angenommen, während sich die EU mit Gegenmaßnahmen zurückhielt.
Unter anderem wurde etwa das umstrittene Verhalten der deutschen Bundeskanzlerin in der Böhmermann-Affäre Anfang April 2016 oder auch das Verhalten der deutschen Regierung bei der Verhaftung des Journalisten Deniz Yücel im Februar 2017 als Ausdruck einer unangemessenen Zurückhaltung gegenüber dem türkischen Präsidenten durch Deutschland gewertet.
Das höchste griechische Verwaltungsgericht, der Staatsrat, entschied im April 2018 aufgrund einer Klage des griechischen Flüchtlingsrates, dass es keine schwerwiegenden Gründe für die Internierung von Schutzsuchenden in elenden und überfüllten Lagern auf den Inseln gibt. Neu ankommende Personen dürfen nicht mehr auf den Inseln festgehalten werden und können zum griechischen Festland weiterreisen. Die 15.000 bereits auf den Inseln internierten Personen waren von der Entscheidung zunächst ausgenommen.

## Bruch des Abkommens
Am 28. Februar 2020 öffnete die türkische Regierung infolge der Eskalation des syrischen Bürgerkrieges im Februar 2020 erneut ihre Grenze für Migranten nach Bulgarien und Griechenland. Wie türkische Medien am selben Tag berichteten, hätten Offizielle erklärt, Polizei und Küstenwache würden nun Flüchtlinge vorerst nicht mehr hindern, nach Europa zu gelangen. Die Belastung durch die Flüchtlinge sei zu groß, als dass ein Land sie allein tragen könne. Hunderttausende Menschen flohen bisher aus der umkämpften Region Idlib vor den russischen und syrischen Angriffen in Richtung Türkei. Auch der türkische Präsident Recep Tayyip Erdoğan hatte bereits mehrfach darauf hingewiesen, dass sein Land einen neuen Zustrom von Flüchtlingen nicht alleine schultern könne und warnte davor, dass alle europäischen Länder die negativen Folgen zu spüren bekommen würden. Seit Dezember 2018 sind bereits mehr als 800.000 Menschen aus der Region Idlib vertrieben worden und befinden sich seitdem auf der Flucht, darunter 80 % Frauen und Kinder (Stand 2020).
Am Samstag, den 1. März 2020, bestätigte dann der türkische Präsident persönlich: „Wir haben die Tore geöffnet. […] Wir werden die Tore auch in Zukunft nicht schließen. Wir müssen nicht so viele Flüchtlinge durchfüttern.“ Damit hat Erdoğan den 2016 mit der EU vereinbarten Flüchtlingspakt faktisch aufgekündigt. Als Begründung gab Erdoğan an: „Europa stehe der Türkei in Syrien nicht bei, und auch nicht wirklich bei der Versorgung der fast vier Millionen Syrer in seinem Land.“

### Erste Reaktionen auf den Bruch des Abkommens
Als erste Reaktion auf den Bruch des Abkommens äußerte EU-Migrationskommissar Margaritis Schinas am 2. März 2020 in Berlin: „Niemand kann die Europäische Union erpressen und einschüchtern.“ Diese Krise biete aber der EU die Chance, „gemeinsam die Außengrenzen zu verteidigen, Solidarität mit Griechenland und Bulgarien zu zeigen“ und gleichzeitig eine umfassende Reform des Migrationsrechts fortzusetzen. Zur Koordinierung der Unterstützung Griechenlands seitens der EU habe er die Innen- und Justizminister der Europäischen Union zu einem außerordentlichen Treffen gebeten und „um ‚beträchtliche Verstärkung‘ durch Frontex in der Grenzregion gebeten.“
Die Türkei brachte unterdessen – nach Aussage des griechischen Regierungssprechers Stelios Petsas – Personen gezielt und gesteuert zur Grenze, die sich an der Grenze versammelten und auch mit Gewalt versuchten, griechischen Boden zu erreichen. Als Antwort darauf stockte die Regierung sowohl die Küstenwache vor den Ostägäischen Inseln, als auch die Militär- und Polizeipräsenz entlang des Grenzflusses Evros auf und setzte das Asylrecht für einen Monat außer Kraft. Asylanträge werden nicht mehr angenommen. Wenn es Personen dennoch gelingt die Grenze zu überqueren, sollen sie wegen illegalen Grenzübertritts zu Haftstrafen verurteilt oder sofort abgeschoben werden. Diverse Menschenrechtsgruppierungen und das UNHCR verwiesen darauf, dass Griechenland weiterhin verpflichtet ist, jedem Asylsuchenden Zugang zu einem ordentlichen Asylverfahren zu gewähren. Nach Einschätzung des UNHCR räumt weder das internationale Recht noch das der EU die Möglichkeit ein, das Ersuchen von Geflüchteten um Asyl auszusetzen.
Die Auswirkungen der Ankündigungen Erdoğans blieben zunächst unklar. Der bulgarische Ministerpräsident Bojko Borissow sagte am 29. Februar, es gebe „null Migration“ an der Grenze zwischen Bulgarien und der Türkei. Nach Angaben der Internationalen Organisation für Migration (IOM) hatten am 1. März 2020 rund 13.000 Menschen die 212 Kilometer lange Grenze zwischen Griechenland und der Türkei erreicht und sich an Grenzübergängen in Gruppen von bis zu 3.000 Menschen versammelt
– darunter auch Familien mit kleinen Kindern. Die griechische Regierung versicherte umgehend, es werde keine Grenzübertritte von der Türkei nach Griechenland geben.
Während die türkische Seite am 3. März von „über 130.000“ Grenzübertritten nach Griechenland sprach, berichtete die griechische Regierung von mehreren tausend verhinderten Grenzübertritten. Die Situation an der türkisch-griechischen Grenze jedenfalls eskalierte. Tausende warteten vor dem von griechischer Seite geschlossenen Grenzübergang am Fluss Evros oder kamen mit Booten auf den Ostägäischen Inseln an.

### Situation in den Flüchtlingslagern auf den griechischen Inseln
In den Flüchtlingscamps der Ägäis-Inseln Lesbos, Chios, Samos, Leros und Kos, die lediglich für 6.000 Menschen ausgelegt sind, lebten 2020 ca. 40.000 Menschen und warteten auf ihre Weiterreise. Schon Anfang Oktober 2019 waren nach Einschätzung von Clara Anna Bünger – die Anwältin berät Geflüchtete im Flüchtlingslager Moria auf Lesbos – die Zustände dort seit langem nicht mehr tragbar; es gäbe zu wenig Platz, schlechtes Essen und nur zwei Ärzte für 13.000 Menschen. So sei es bereits seit über dreieinhalb Jahren – seitdem Geflüchtete die Inseln nicht verlassen dürfen. Griechenlands Premier Kyriakos Mitsotakis will indes vermeiden, dass Flüchtlinge aufs Festland kommen und die Camps durch geschlossene Registrierungs- und Aufnahmezentren ersetzen. Auf den Inseln selbst machen seit Öffnung der türkischen Grenze rechte Schlägertrupps und selbst ernannte Bürgerwehren Jagd auf Flüchtlinge, Journalisten und Mitarbeiter von Hilfsorganisationen. Apostolos Veizis von der Hilfsorganisation Ärzte ohne Grenzen beklagt, dass die Stimmung gegen Hilfsorganisationen feindselig sei. Die Organisation betreibt direkt neben dem Lager Moria eine Kinderklinik, die aus Sicherheitsgründen vor kurzem für zwei Tage geschlossen werden musste. Die Ärzte der Klinik werden von Bürgerwehren an Straßensperren auf dem Weg nach Moria festgehalten, beschimpft und aufgefordert zu verschwinden. Im Lager leben derzeit ca. 7000 Kinder, die nicht zur Schule gehen können, die kein Bett zum Schlafen haben und, so Apostolos Veizis, nichts Ordentliches zum Essen bekommen. Die medizinische Versorgung und die Lebensbedingungen im für 2840 Menschen konzipierten Lager – inzwischen hausen dort fast 20.000 Menschen – sind katastrophal. Im Winter dringen Kälte, Schnee und Nässe in die Zelte der Lager ein, die zu wild wuchernden Zeltstädten angewachsenen sind. Laut „Ärzte ohne Grenzen“ versuchen sich regelmäßig Erwachsene, aber auch Kinder das Leben zu nehmen. Da es an Bearbeitern fehlt, dauern die Asylverfahren mehrere Wochen oder Jahre. Darüber hinaus verhindern griechische Gerichte im Widerspruch zu den Vereinbarungen des Abkommens die Rückführung bestimmter Migranten in die Türkei. Auch konnte die Türkei das Übersetzen von Migranten auf die Ägäisinseln Griechenlands seit März 2016 nicht in ausreichendem Maß verhindern, obwohl dies unter Pkt. 3 der Erklärung EU-Türkei mit der EU vereinbart war; 2019 erreichten noch ca. 60.000 Bootsflüchtlinge die Inseln. So verwandeln sich die einstigen Ferienparadiese Europas mehr und mehr in Gefängnisinseln.

### Maßnahmen zur Verbesserung der Lage in den Flüchtlingslagern der griechischen Inseln
In Anbetracht der Zustände in den Flüchtlingslagern auf den Ostägäischen Inseln will die griechische Regierung in den kommenden Wochen mehr als 10.000 Migranten zum Festland bringen. Außerdem wurde Migranten angeboten, freiwillig in ihre Heimatländer zurückzukehren. Entsprechend einem EU finanzierten Rückführungsprogramm sollen Rückkehrwillige 2000 Euro erhalten, damit sie zurück in ihre Herkunftsländer gehen. Das Angebot mit einer Laufzeit von einem Monat gelte nach Aussage der EU-Kommissarin für Migration Ylva Johansson jedoch nur für max. 5000 Asylbewerber und auch nur für jene, die vor dem 1. Januar 2020 auf den griechischen Inseln angekommen seien.
Am 8. März 2020 einigten sich die Spitzen der deutschen Regierungsparteien auf einen Kompromiss; es sollen nur Kinder und Jugendliche aus den überfüllten Flüchtlingslagern der griechischen Inseln aufgenommen werden. Im Beschluss des Koalitionsausschusses hieß es, Deutschland sei bereit, im Rahmen einer „Koalition der Willigen“ auf europäischer Ebene „einen angemessenen Anteil“ zu übernehmen. Vorgesehen war zunächst die Aufnahme von etwa 1000 bis 1500 Kindern, die entweder wegen einer schweren Erkrankung dringend behandlungsbedürftig oder aber unbegleitet und jünger als 14 Jahre alt sind. Die meisten davon seien Mädchen. Die EU-Innenminister konnten bei ihrer Beratung am 13. März 2020 jedoch keine europaweite Einigung über die Aufnahme solcher hilfsbedürftigen Kinder erzielen. Nur Frankreich, Irland, Finnland, Portugal, Luxemburg, Deutschland und Kroatien erklärten sich bereit insgesamt 1600 unbegleitete minderjährige Migranten sowie kranke Kinder und deren Eltern von den griechischen Inseln aufzunehmen und das nur, wenn sie vor dem 1. Januar dort angekommen sind. Diese Entscheidung soll verhindern, dass weitere Migranten zur Flucht aus dem Transitland Türkei in Richtung Europa animiert werden („Pull-Faktor“).

### Verhalten Griechenlands nach Grenzöffnung seitens der Türkei
Im Zeitraum vom 29. Februar bis zum 10. März 2020 wurden nach Angaben der griechischen Regierung knapp 43.400 Menschen von griechischen Sicherheitskräften daran gehindert, unerlaubt die türkisch-griechische Grenze zu überqueren. 346 Migranten, denen dies gelungen war, seien festgenommen worden. Reporter der New York Times dokumentierten, wie griechische Behörden aufgegriffene Migranten in einer Sondereinrichtung bei Feres sammelten. Die Telefone seien eingesammelt worden, auf den Wunsch Asyl beantragen zu wollen, sei nicht reagiert worden und aus der Einrichtung habe man Migranten per Schnellboot über den Evros zurück in die Türkei gebracht. Ein Mann, den Medien als den syrischen Fabrikarbeiter Mohammed Yaarub aus Aleppo identifizierten, wurde am Westufer des Grenzflusses Evros nach Presserecherchen am 2. März erschossen.

### Reaktionen in anderen Staaten Europas auf die ausgelöste humanitäre Krise
Die EU-Kommissionschefin Ursula von der Leyen besuchte am 3. März 2020 die griechisch-türkische Grenze und teilte mit, dass die EU Griechenland zur Bewältigung der angespannten Lage an seinen EU-Außengrenzen bis zu 700 Millionen Euro zur Verfügung stellt. 350 Millionen Euro seien sofort verfügbar. Weitere 350 Millionen Euro könnten angefordert werden. Das Geld solle für das Migrationsmanagement und den Aufbau und das Betreiben der nötigen Infrastruktur genutzt werden. Die europäischen Grenzschutzagentur Frontex soll in Griechenland durch 100 neue Grenzschützer, Boote und Helikopter verstärkt werden.
Am 4. März 2020 stimmte der Deutsche Bundestag über die von der Bundestagsfraktion Bündnis 90/Die Grünen beantragte Aufnahme von 5000 unbegleiteten Kindern, Schwangeren, alleinreisenden Frauen oder schwer Traumatisierten aus den griechischen Flüchtlingslagern ab. Deutschland hatte bereits 2016 die Aufnahme von 27.000 Schutzsuchenden aus Italien und Griechenland im Rahmen der Erklärung EU-Türkei zugesagt, aber nur ca. 10.000 tatsächlich aufgenommen. Bei der namentlichen Abstimmung unterstützten nur 117 Abgeordnete den Antrag, 495 Parlamentarier stimmten dagegen. Die stellvertretende SPD-Fraktionsvorsitzende Eva Högl vertrat den Standpunkt, dass die von den Grünen geforderte Hilfsmaßnahme in der jetzigen Situation nicht weiter helfe. Stattdessen sei eine europäische Lösung notwendig.
Österreichs Bundeskanzler Sebastian Kurz warnte am 5. März vor einer Aufnahme von Flüchtlingen und Migranten, die sich zurzeit an der griechisch-türkischen Grenze aufhalten: „Wenn diese Menschen, die teilweise auch gewaltbereit sind, am Ende nach Mitteleuropa durchkommen, wird es nicht bei den 13 000 bleiben. Dann werden es bald Hunderttausende und später vielleicht Millionen sein. Wir hätten am Ende dieselben Zustände wie im Jahr 2015. […] Die Menschen, die jetzt an dieser Grenze ankommen, sind ja größtenteils nicht Flüchtlinge, die aus dem syrischen Kriegsgebiet fliehen. Es sind zum größten Teil Migranten, die schon jahrelang in der Türkei leben. Diese Menschen haben kein Recht auf Asyl in Griechenland, denn sie werden in der Türkei nicht verfolgt.“ Recep Tayyip Erdoğan nutze diese Menschen und instrumentalisiere sie, um Druck auf die EU zu machen.
Am 9. März positionierten sich Vertreter der beiden großen deutschen Kirchen zur Situation an der griechisch-türkischen Grenze. Der Vorsitzende der Freisinger Bischofskonferenz, Erzbischof Kardinal Reinhard Marx stellte klar: „Es geht nicht um unkontrollierte Grenzöffnung, sondern darum, die konkrete Not nicht aus den Augen zu verlieren.“ Der türkische Präsident treibe ein zynisches Spiel, indem er Menschen an die Grenzen locke. Dennoch habe die Türkei aber 3,7 Millionen Menschen aufgenommen. Dass sich das christliche Europa weigere, 5000 Kinder aufzunehmen, sei dagegen unverständlich. Der Ratsvorsitzende der Evangelischen Kirche in Deutschland, Heinrich Bedford-Strohm übte ebenfalls scharfe Kritik am Umgang mit den Menschen an dieser EU-Außengrenze: „Anstatt humanitäre Lösungen zu finden, bei denen alle Länder Europas Verantwortung übernehmen, hält man sich Männer, Frauen und Kinder, die Schutz suchen, mit Tränengas vom Leib.“ Es sei erbärmlich, was sich an der Grenze derzeit abspiele.

### Bewertung und Kontext
Zur Deeskalation der Auseinandersetzungen um Idlib im Februar 2020, bei denen mehr als 30 türkische Soldaten fielen, setzt Recep Tayyip Erdoğan nicht nur auf Kompromisse mit Wladimir Putin. Er will auch die Unterstützung der Europäischen Union bei der Einrichtung einer Flugverbotszone und bei der Hilfe für hunderttausende Flüchtlinge, die auf der syrischen Seite an der Grenze zur Türkei unter menschenunwürdigen Bedingungen ausharren. Die ARD-Korrespondentin in Istanbul, Karin Senz, geht davon aus, dass der türkische Präsident deshalb seine Drohung wahr gemacht hat, die Grenze zur EU für Flüchtlinge zu öffnen. Der Sprecher und Berater des türkischen Staatspräsidenten bestreitet das aber:

„Wir haben nicht vor, dadurch eine künstliche Krise heraufzubeschwören und politischen Druck auszuüben. Für uns waren die Flüchtlinge noch nie Gegenstand politischer Erpressung. Die Türkei hat sich bemüht, die Flüchtlingsströme in die Europäische Union aufzuhalten. Aber die Kapazitäten der Türkei sind jetzt ausgeschöpft. Je schneller die EU und alle Betroffenen handeln, desto schneller kann diese Krise gelöst werden“

Inzwischen haben Deutschland und die EU reagiert und mehrere Millionen Euro für die Menschen in Nordsyrien zugesagt. Militärisch will die EU allerdings nicht eingreifen. Erdogan und Putin bestimmen weiterhin den Fortgang der Ereignisse.

### Grenzschließung durch die Türkei
Am 19. März 2020 schloss die Türkei die Grenzen zur EU wieder; als offizieller Grund wurde die COVID-19-Pandemie angegeben. Zwei Tage zuvor hatte sich die deutsche Bundeskanzlerin Angela Merkel im Rahmen einer Videokonferenz, an der der französische Präsident Emmanuel Macron, der britischen Premierminister Boris Johnson und der türkische Präsident Recep Tayyip Erdoğan teilnahmen, bereit erklärt, die EU-Gelder für die Flüchtlingsversorgung in der Türkei aufzustocken.